# Полска фонология
Полската звукова система се състои от осем гласни и сложна система от съгласни. Отличителните ѝ белези са наличието на две носови гласни и образуването на големи клъстъри от съгласни.

## Гласни
Традиционно гласните в полския език се смятат за осем. Понякога звуците [i] и [ɨ] се определят като алофони. Често носовите гласни се описват и възприемат като последователност от неносова гласна следвана от носова съгласна. Така, в различните фонологични модели на полския език, гласните могат да наброяват от 5 до 8 включително.
| МФА | Полска азбука | Пример (щракни за да чуеш) | Българско приближение |
| --- | ------------- | -------------------------- | --------------------- |
| /i/ | i             | miś („плюшено мече“)       | и                     |
| /e/ | e             | ten („този“)               | е                     |
| /ɨ/ | y             | mysz („мишка“)             | ъй (ы)                |
| /a/ | a             | ptak („птица“)             | а                     |
| /u/ | u / ó         | bum („бум“)                | у                     |
| /o/ | o             | kot („котка“)              | о                     |
| /ɛ̃/ | ę             | węże („змии“)              | ен                    |
| /ɔ̃/ | ą             | wąż („змия“)               | он                    |

Гласните /а e i o u/ се произнасят приблизително както българските им съответствия.
В миналото, на буквите <u> и <ó> съответствали различни звуци, но днес се произнасят по един и същи начин. Ако думата има българско съответствие с еднаква етимология, то на полската буква <ó> обикновено съответства българската <о>, а на полската <u> – българската <у> (напр.: bóbr – бобър; pół – половин; ucho – ухо).
Гласната /ɨ/ съответства приблизително на произношението на руската буква <ы>. При произнасянето ѝ езикът се намира в позиция разположена приблизително по средата на позициите за учленяване на българските букви <ъ> и <и>. /ɨ/ винаги се произнася след твърди съгласни, докато /i/ се произнася след меки и в началото на думи. Това допълващо се разпределение на тези звуци е причината някои автори да ги класифицират като алофони на една и съща фонема, при което фонемата бива втвърдена или смекчена от предходната съгласна.
Полският е един от малкото славянски езици при които са се запазили протославянските носови гласни. Това са /ɛ̃/ и /ɔ̃/ които се произнасят като /ɛ/ и /ɔ/ с едновременно изпускане на въздушна струя през носа. Процесът на отпадане на носовото качество на гласните, обаче, е започнал и в полския език, и затова днес тези гласни са запазили своята носовост само в определени позиции. И така, буквите ą и ę се произнасят като носови само пред проходни съгласни (това са: f, w, s, z, sz, ż/rz, ś, ź, ch). Ą се произнася носово и в края на думите. В останалите случаи носовото звучене се е превърнало в отделна носова съгласна следваща „деназализираната“ гласна. Тази носова съгласна се учленява на същото място както следващата я съгласна и затова буквите ą и ę в позиция пред непроходни съгласни се четат съответно като:
- /om/ и /em/ пред устнените съгласни (p, b) – ząb /zomp/, tępy /tempɨ/
- /on/ и /en/ пред венечните съгласни (t, d, c, dz, cz) – kąt /kont/, tęcza /tent͡ʂa/
- /oɲ/ и /eɲ/ пред небните съгласни (k, g, ć, dź) – piękna /pjeɲkna/

В края на думата ę се произнася /e/.

## Съгласни
|                    | Устнени | Зъбни | Венечни | Ретрофлексни | Венечно-небни | Заднонебни | Заднонебни |
| меки               | Устнени | Зъбни | Венечни | Ретрофлексни | Венечно-небни | твърди     |            |
| ------------------ | ------- | ----- | ------- | ------------ | ------------- | ---------- | ---------- |
| Носови             | m       | n̪     | n       |              | ɲ             |            | ŋ          |
| Преградни          | p b     | t̪ d̪   | t d     |              |               | kʲ ɡʲ      | k ɡ        |
| Преградно-проходни |         | t̪͡s̪ d̪͡z̪ |         | t͡ʂ d͡ʐ        | t͡ɕ d͡ʑ         |            |            |
| Проходни           | f v     | s̪ z̪   |         | ʂ ʐ          | ɕ ʑ           | xʲ         | x ɣ        |
| Трептящи           |         |       | r       |              |               |            |            |
| Приблизителни      |         | l̪     | l       |              | j             |            | w          |